# Deutsche Poolbillard-Meisterschaft 2012 (Rollstuhlfahrer)
Die Deutsche Poolbillard-Meisterschaft 2012 war die vierte Austragung zur Ermittlung der nationalen Meistertitel der Rollstuhlfahrer in der Billardvariante Poolbillard. Sie wurde vom 24. bis 28. Oktober 2012 in der Wandelhalle in Bad Wildungen im Rahmen der Deutschen Billard-Meisterschaft ausgetragen.
Es wurden die Deutschen Meister in den Disziplinen 8-Ball, 9-Ball und 10-Ball ermittelt.

## Medaillengewinner
| Disziplin | Gold                         | Silber                       | Bronze                        |
| --------- | ---------------------------- | ---------------------------- | ----------------------------- |
| 8-Ball    | Tankred Volkmer PBC Backnang | Joachim Schuler BC Blaustein | Peter Rupprecht PBC Waghäusel |
| 9-Ball    | Joachim Schuler BC Blaustein | Tankred Volkmer PBC Backnang | Peter Rupprecht PBC Waghäusel |
| 10-Ball   | Tankred Volkmer PBC Backnang | Joachim Schuler BC Blaustein | Peter Rupprecht PBC Waghäusel |

## Modus
Die drei teilnehmenden Spieler spielten im Round Robin-Modus gegeneinander.

## Wettbewerbe

### 8-Ball
Der Wettbewerb in der Disziplin 8-Ball wurde am 24. Oktober 2012 ausgetragen.
- Peter Rupprecht – Joachim Schuler 1:3
- Tankred Volkmer – Peter Rupprecht 3:0
- Tankred Volkmer – Joachim Schuler 3:0

| Platz | Spieler         | Verein        | G | V |
| ----- | --------------- | ------------- | - | - |
| 1     | Tankred Volkmer | PBC Backnang  | 2 | 0 |
| 2     | Joachim Schuler | BC Blaustein  | 1 | 1 |
| 3     | Peter Rupprecht | PBC Waghäusel | 0 | 2 |

### 9-Ball
Der Wettbewerb in der Disziplin 9-Ball wurde am 26. Oktober 2012 ausgetragen.
- Tankred Volkmer – Peter Rupprecht 1:5
- Peter Rupprecht – Joachim Schuler 5:3
- Tankred Volkmer – Joachim Schuler 5:0

| Platz | Spieler         | Verein        | G | V |
| ----- | --------------- | ------------- | - | - |
| 1     | Joachim Schuler | BC Blaustein  | 2 | 0 |
| 2     | Tankred Volkmer | PBC Backnang  | 1 | 1 |
| 3     | Peter Rupprecht | PBC Waghäusel | 0 | 2 |

### 10-Ball
Der Wettbewerb in der Disziplin 10-Ball wurde am 28. Oktober 2012 ausgetragen.
- Joachim Schuler – Tankred Volkmer 2:4
- Joachim Schuler – Peter Rupprecht 4:2
- Peter Rupprecht – Tankred Volkmer 2:4

| Platz | Spieler         | Verein        | G | V |
| ----- | --------------- | ------------- | - | - |
| 1     | Tankred Volkmer | PBC Backnang  | 2 | 0 |
| 2     | Joachim Schuler | BC Blaustein  | 1 | 1 |
| 3     | Peter Rupprecht | PBC Waghäusel | 0 | 2 |